# آلکساندر ادمون بکرل
آلکساندر ادمون بکرل (انگلیسی: Alexandre-Edmond Becquerel؛ زاده ۲۴ مارس ۱۸۲۰ درگذشته ۱۱ مه ۱۸۹۱) فیزیک‌دان اهل فرانسه بود.
وی پسر آنتوان سزار بکرل و پدر آنری بکرل بود.
او به خاطر کشف اثر فوتوولتاییک در سال ۱۸۳۹، که اساس کارکرد سلول خورشیدی است، شهرت یافت.

## زندگی‌نامه
بکرل در پاریس به دنیا آمد و به نوبه خود شاگرد، دستیار و جانشین پدرش در موزه ملی تاریخ طبیعی بود. او همچنین در سال ۱۸۴۹ به استادی مؤسسه کشاورزی کوتاه مدت در ورسای منصوب شد و در سال ۱۸۵۳ کرسی فیزیک را در کنسرواتوار هنر و متریرس دریافت کرد.